# Christophe Lepoint
Pour les articles homonymes, voir Lepoint.
Christophe Lepoint, né le 24 octobre 1984 à Uccle (Bruxelles) en Belgique, est un footballeur international belge qui joue au poste de milieu défensif.

## Biographie

### En club
Christophe Lepoint met un terme à sa carrière professionnelle en avril 2024 à la suite d'une blessure.

### En sélections nationales
Le mardi 11 mai 2010, Georges Leekens le sélectionne pour la première fois en équipe de Belgique, pour le match amical contre la Bulgarie du 19 mai 2010. Il marque son premier but lors de ce match après être monté au jeu en deuxième mi-temps.

## Style de jeu
Lepoint est un véritable «box-to-box». Le plus souvent aligné dans le milieu de terrain, il peut évoluer comme défenseur, comme milieu de terrain et comme attaquant. Doté d'un très gros volume de jeu, Lepoint base surtout son jeu sur un gros mental, une volonté à toute épreuve et un bon sens du collectif. Il présente en plus d'importantes qualités athlétiques : rapide mais également très fort physiquement, doté d'un bon jeu de tête. Ses lacunes se situent plus sur le plan technique. Il ne doit en effet pas être considéré comme un joueur particulièrement technique dans le championnat belge. 

## Statistiques

### En club
| Saison                | Club                      | Championnat           | Championnat | Championnat | Championnat | Coupe(s) nationale(s) | Coupe(s) nationale(s) | Coupe(s) nationale(s) | Supercoupe | Supercoupe | Supercoupe | Compétition(s) continentale(s) | Compétition(s) continentale(s) | Compétition(s) continentale(s) | Compétition(s) continentale(s) | Autres compétitions | Autres compétitions | Autres compétitions | Autres compétitions | Belgique | Belgique | Belgique | Total | Total | Total |
| Saison                | Club                      | Division              | M.          | B.          | P.d.        | M.                    | B.                    | P.d.                  | M.         | B.         | P.d.       | Comp.                          | M.                             | B.                             | P.d.                           | Comp.               | M.                  | B.                  | P.d.                | M.       | B.       | P.d.     | M.    | B.    | P.d.  |
| 2003-2004             | TSV 1860 Munich           | Bundesliga            | 1           | 0           | 0           | -                     | -                     | -                     | -          | -          | -          | -                              | -                              | -                              | -                              | -                   | -                   | -                   | -                   | -        | -        | -        | 1     | 0     | 0     |
| 2004-2005             | TSV 1860 Munich           | 2. Bundesliga         | 8           | 0           | 0           | -                     | -                     | -                     | -          | -          | -          | -                              | -                              | -                              | -                              | -                   | -                   | -                   | -                   | -        | -        | -        | 8     | 0     | 0     |
| 2003-2004             | TSV 1860 Munich II (prêt) | Oberliga Bayern       | 26          | 5           | 0           | -                     | -                     | -                     | -          | -          | -          | -                              | -                              | -                              | -                              | -                   | -                   | -                   | -                   | -        | -        | -        | 26    | 5     | 0     |
| 2004-2005             | TSV 1860 Munich II (prêt) | Regionalliga Süd      | 3           | 0           | 0           | -                     | -                     | -                     | -          | -          | -          | -                              | -                              | -                              | -                              | -                   | -                   | -                   | -                   | -        | -        | -        | 3     | 0     | 0     |
| Sous-total            | Sous-total                | Sous-total            | 38          | 5           | 0           | -                     | -                     | -                     | -          | -          | -          | -                              | -                              | -                              | -                              | -                   | -                   | -                   | -                   | -        | -        | -        | 38    | 5     | 0     |
| 2004-2005             | Willem II Tilburg         | Eredivisie            | 10          | 0           | 0           | 1                     | 0                     | 0                     | -          | -          | -          | -                              | -                              | -                              | -                              | -                   | -                   | -                   | -                   | -        | -        | -        | 11    | 0     | 0     |
| 2005-2006             | Gençlerbirliği SK         | Süper Lig             | 4           | 0           | 0           | -                     | -                     | -                     | -          | -          | -          | -                              | -                              | -                              | -                              | -                   | -                   | -                   | -                   | -        | -        | -        | 4     | 0     | 0     |
| Sous-total            | Sous-total                | Sous-total            | 14          | 0           | 0           | 1                     | 0                     | 0                     | -          | -          | -          | -                              | -                              | -                              | -                              | -                   | -                   | -                   | -                   | -        | -        | -        | 15    | 0     | 0     |
| 2006-2007             | AFC Tubize                | Division 2            | 23          | 3           | 0           | 1                     | 0                     | 0                     | -          | -          | -          | -                              | -                              | -                              | -                              | -                   | -                   | -                   | -                   | -        | -        | -        | 24    | 3     | 0     |
| 2007-2008             | AFC Tubize                | Division 2            | 33          | 2           | 0           | 2                     | 0                     | 0                     | -          | -          | -          | -                              | -                              | -                              | -                              | TF                  | 6                   | 1                   | 0                   | -        | -        | -        | 41    | 3     | 0     |
| 2008-2009             | RE Mouscron               | Division 1            | 29          | 5           | 1           | 2                     | 1                     | 0                     | -          | -          | -          | -                              | -                              | -                              | -                              | -                   | -                   | -                   | -                   | -        | -        | -        | 31    | 6     | 1     |
| Sous-total            | Sous-total                | Sous-total            | 85          | 10          | 1           | 5                     | 1                     | 0                     | -          | -          | -          | -                              | -                              | -                              | -                              | -                   | 6                   | 1                   | 0                   | -        | -        | -        | 96    | 12    | 1     |
| 2009-2010             | KAA La Gantoise           | Division 1            | 26          | 3           | 0           | 6                     | 0                     | 1                     | -          | -          | -          | C3                             | 4                              | 0                              | 0                              | PO1                 | 9                   | 3                   | 1                   | 1        | 1        | 0        | 46    | 7     | 2     |
| 2010-2011             | KAA La Gantoise           | Division 1            | 10          | 2           | 0           | 1                     | 0                     | 0                     | 1          | 0          | 0          | C1+C3                          | 2+2                            | 0+0                            | 0+0                            | PO1                 | -                   | -                   | -                   | 1        | 0        | 0        | 17    | 2     | 0     |
| 2012-2013             | KAA La Gantoise           | Division 1            | 5           | 0           | 0           | 1                     | 0                     | 0                     | -          | -          | -          | C3                             | -                              | -                              | -                              | PO2+BE              | 5+2                 | 1+0                 | 0+0                 | -        | -        | -        | 13    | 1     | 0     |
| 2013-2014             | KAA La Gantoise           | Division 1            | 27          | 2           | 2           | 6                     | 1                     | 0                     | -          | -          | -          | -                              | -                              | -                              | -                              | PO2                 | 2                   | 0                   | 0                   | -        | -        | -        | 35    | 3     | 2     |
| 2014-2015             | KAA La Gantoise           | Division 1            | 17          | 0           | 4           | 3                     | 4                     | 0                     | -          | -          | -          | -                              | -                              | -                              | -                              | PO1                 | -                   | -                   | -                   | -        | -        | -        | 20    | 4     | 4     |
| Sous-total            | Sous-total                | Sous-total            | 85          | 7           | 6           | 17                    | 5                     | 1                     | 1          | 0          | 0          | -                              | 8                              | 0                              | 0                              | -                   | 18                  | 4                   | 1                   | 2        | 1        | 0        | 131   | 17    | 8     |
| 2012-2013             | Waasland-Beveren (prêt)   | Division 1            | 16          | 5           | 5           | 2                     | 0                     | 0                     | -          | -          | -          | -                              | -                              | -                              | -                              | -                   | -                   | -                   | -                   | -        | -        | -        | 18    | 5     | 5     |
| 2014-2015             | Charlton Athletic         | Championship          | 6           | 0           | 0           | -                     | -                     | -                     | -          | -          | -          | -                              | -                              | -                              | -                              | -                   | -                   | -                   | -                   | -        | -        | -        | 6     | 0     | 0     |
| Sous-total            | Sous-total                | Sous-total            | 22          | 5           | 5           | 2                     | 0                     | 0                     | -          | -          | -          | -                              | -                              | -                              | -                              | -                   | -                   | -                   | -                   | -        | -        | -        | 24    | 5     | 5     |
| 2015-2016             | SV Zulte Waregem          | Division 1            | 28          | 9           | 5           | 2                     | 0                     | 0                     | -          | -          | -          | -                              | -                              | -                              | -                              | PO1                 | 9                   | 1                   | 1                   | -        | -        | -        | 39    | 10    | 6     |
| 2016-2017             | SV Zulte Waregem          | Division 1A           | 27          | 2           | 1           | 4                     | 0                     | 0                     | -          | -          | -          | -                              | -                              | -                              | -                              | PO1                 | 9                   | 0                   | 0                   | -        | -        | -        | 40    | 2     | 1     |
| Sous-total            | Sous-total                | Sous-total            | 55          | 11          | 6           | 6                     | 0                     | 0                     | -          | -          | -          | -                              | -                              | -                              | -                              | -                   | 18                  | 1                   | 1                   | -        | -        | -        | 79    | 12    | 7     |
| 2017-2018             | KV Courtrai               | Division 1A           | 13          | 1           | 3           | 1                     | 0                     | 0                     | -          | -          | -          | -                              | -                              | -                              | -                              | PO2                 | 10                  | 0                   | 0                   | -        | -        | -        | 24    | 1     | 3     |
| 2018-2019             | KV Courtrai               | Division 1A           | 23          | 2           | 1           | 0                     | 0                     | 0                     | -          | -          | -          | -                              | -                              | -                              | -                              | PO2+BE              | 9+1                 | 1+0                 | 1+0                 | -        | -        | -        | 33    | 3     | 2     |
| 2019-2020             | KV Courtrai               | Division 1A           | 21          | 1           | 0           | 4                     | 0                     | 0                     | -          | -          | -          | -                              | -                              | -                              | -                              | -                   | -                   | -                   | -                   | -        | -        | -        | 25    | 1     | 0     |
| 2020-2021             | KV Courtrai               | Division 1A           | 7           | 0           | 1           | -                     | -                     | -                     | -          | -          | -          | -                              | -                              | -                              | -                              | -                   | -                   | -                   | -                   | -        | -        | -        | 7     | 0     | 1     |
| Sous-total            | Sous-total                | Sous-total            | 64          | 4           | 5           | 5                     | 0                     | 0                     | -          | -          | -          | -                              | -                              | -                              | -                              | -                   | 20                  | 1                   | 1                   | -        | -        | -        | 89    | 5     | 6     |
| 2020-2021             | RE Mouscron               | Division 1A           | 11          | 1           | 0           | 1                     | 0                     | 0                     | -          | -          | -          | -                              | -                              | -                              | -                              | -                   | -                   | -                   | -                   | -        | -        | -        | 12    | 1     | 0     |
| 2021-2022             | RE Mouscron               | Division 1B           | 25          | 2           | 2           | 2                     | 0                     | 0                     | -          | -          | -          | -                              | -                              | -                              | -                              | -                   | -                   | -                   | -                   | -        | -        | -        | 27    | 2     | 2     |
| Sous-total            | Sous-total                | Sous-total            | 36          | 3           | 2           | 3                     | 0                     | 0                     | -          | -          | -          | -                              | -                              | -                              | -                              | -                   | -                   | -                   | -                   | -        | -        | -        | 39    | 3     | 2     |
| 2022-2023             | RFC Seraing               | Division 1A           | 25          | 1           | 1           | 1                     | 0                     | 0                     | -          | -          | -          | -                              | -                              | -                              | -                              | -                   | -                   | -                   | -                   | -        | -        | -        | 26    | 1     | 1     |
| 2023-2024             | RFC Seraing               | Division 1B           | 27          | 3           | 1           | 1                     | 0                     | 0                     | -          | -          | -          | -                              | -                              | -                              | -                              | -                   | -                   | -                   | -                   | -        | -        | -        | 28    | 3     | 1     |
| Sous-total            | Sous-total                | Sous-total            | 52          | 4           | 2           | 2                     | 0                     | 0                     | -          | -          | -          | -                              | -                              | -                              | -                              | -                   | -                   | -                   | -                   | -        | -        | -        | 54    | 4     | 2     |
| Total sur la carrière | Total sur la carrière     | Total sur la carrière | 451         | 49          | 27          | 41                    | 6                     | 1                     | 1          | 0          | 0          | -                              | 8                              | 0                              | 0                              | -                   | 62                  | 7                   | 3                   | 2        | 1        | 0        | 565   | 63    | 31    |

### En sélections nationales
| Saison                | Sélection             | Campagne              | Phases finales | Phases finales | Phases finales | Éliminatoires | Éliminatoires | Éliminatoires | Matchs amicaux | Matchs amicaux | Matchs amicaux | Total | Total | Total |
| Saison                | Sélection             | Campagne              | Sél.           | Cap.           | Buts           | Sél.          | Cap.          | Buts          | Sél.           | Cap.           | Buts           | Sél.  | Cap.  | Buts  |
| --------------------- | --------------------- | --------------------- | -------------- | -------------- | -------------- | ------------- | ------------- | ------------- | -------------- | -------------- | -------------- | ----- | ----- | ----- |
| 2002-2003             | Belgique -19 ans      | Euro U-19 2003        | -              | -              | -              | 3             | 3             | 1             | 6              | 6              | 1              | 9     | 9     | 2     |
| 2003-2004             | Belgique -20 ans      | -                     | -              | -              | -              | -             | -             | -             | 1              | 1              | 2              | 1     | 1     | 2     |
| Sous-total            | Sous-total            | Sous-total            | -              | -              | -              | 3             | 3             | 1             | 7              | 7              | 3              | 10    | 10    | 4     |
| 2003-2004             | Belgique espoirs      | Euro espoirs 2004     | -              | -              | -              | -             | -             | -             | 3              | 3              | 0              | 3     | 3     | 0     |
| Sous-total            | Sous-total            | Sous-total            | -              | -              | -              | -             | -             | -             | 3              | 3              | 0              | 3     | 3     | 0     |
| 2009-2010             | Belgique              | Coupe du monde 2010   | -              | -              | -              | -             | -             | -             | 1              | 1              | 1              | 1     | 1     | 1     |
| 2010-2011             | Belgique              | Euro 2012             | -              | -              | -              | -             | -             | -             | 1              | 1              | 0              | 1     | 1     | 0     |
| Sous-total            | Sous-total            | Sous-total            | -              | -              | -              | -             | -             | -             | 2              | 2              | 1              | 2     | 2     | 1     |
| Total sur la carrière | Total sur la carrière | Total sur la carrière | -              | -              | -              | 3             | 3             | 1             | 12             | 12             | 4              | 15    | 15    | 5     |

### Matchs internationaux
| Matchs internationaux de Christophe Lepoint | Matchs internationaux de Christophe Lepoint | Matchs internationaux de Christophe Lepoint | Matchs internationaux de Christophe Lepoint | Matchs internationaux de Christophe Lepoint | Matchs internationaux de Christophe Lepoint | Matchs internationaux de Christophe Lepoint | Matchs internationaux de Christophe Lepoint                                                                         |
| #                                           | Date                                        | Lieu                                        | Adversaire                                  | Résultat                                    | Compétition                                 | Club                                        | Notes |
| ------------------------------------------- | ------------------------------------------- | ------------------------------------------- | ------------------------------------------- | ------------------------------------------- | ------------------------------------------- | ------------------------------------------- | --- |
| 1                                           | 19 mai 2010                                 | Stade Roi Baudouin, Bruxelles, Belgique     | Bulgarie                                    | V 2 - 1                                     | Match amical                                | KAA La Gantoise                             | Buteur, entre en jeu à la place de Mousa Dembélé à la 46e minute de jeu.                                            |
| 2                                           | 11 août 2010                                | Veritas Stadion, Turku, Finlande            | Finlande                                    | D 0 - 1                                     | Match amical                                | KAA La Gantoise                             | Entre en jeu à la place de Kevin De Bruyne à la 46e minute de jeu, remplacé par Bernd Thijs à la 61e minute de jeu. |

### Buts internationaux
| Buts internationaux de Christophe Lepoint | Buts internationaux de Christophe Lepoint | Buts internationaux de Christophe Lepoint | Buts internationaux de Christophe Lepoint | Buts internationaux de Christophe Lepoint | Buts internationaux de Christophe Lepoint | Buts internationaux de Christophe Lepoint | Buts internationaux de Christophe Lepoint | Buts internationaux de Christophe Lepoint | Buts internationaux de Christophe Lepoint |
| #                                         | Date                                      | Lieu                                      | Adversaire                                | Résultat                                  | Compétition                               | Détail                                    | Détail                                    | Détail                                    | Cape                                      |
| ----------------------------------------- | ----------------------------------------- | ----------------------------------------- | ----------------------------------------- | ----------------------------------------- | ----------------------------------------- | ----------------------------------------- | ----------------------------------------- | ----------------------------------------- | ----------------------------------------- |
| 1                                         | 19 mai 2010                               | Stade Roi Baudouin, Bruxelles, Belgique   | Bulgarie                                  | V 2 - 1                                   | Match amical                              | 89e                                       | du pied droit                             | 1-1                                       | 1re                                       |

## Palmarès

### En club
|  |  | Willem II Tilburg - Coupe des Pays-Bas : - Finaliste : 2005 |  | AFC Tubize - Championnat de Belgique de D2 : - Vice-champion : 2008 |  | KAA La Gantoise - Championnat de Belgique (1) : - Champion : 2015 - Vice-champion : 2010 - Coupe de Belgique (1) : - Vainqueur : 2010 - Supercoupe de Belgique : - Finaliste : 2010 |  | SV Zulte Waregem - Coupe de Belgique (1) : - Vainqueur : 2017 |